# Тагарский (посёлок)
Тагарский— поселок в Минусинском районе Красноярского края в составе Лугавского сельсовета.

## География
Поселок находится в центральной части района примерно в  6 километрах по прямой на юго-восток от города Минусинск.

## Климат
Климат характеризуется суровой продолжительной зимой с длительными морозами и устойчивым снежным покровом. Средняя температура января -22.4ºС с возможным понижением до -57º С. В отдельные теплые дни теплых зим возможно повышение температуры воздуха до положительных значений. Весна поздняя, короткая, прохладная. Ясная ветреная погода и увеличение продолжительности солнечного сияния способствует быстрому прогреванию и просыханию почвы. Лето наступает в конце мая и продолжается 2.5 месяца. Средняя температура самого теплого месяца июля +16.9º С. Осенний период вдвое продолжительнее весеннего, характеризуется  ранними заморозками. Средняя годовая температуры воздуха -3.4º С. Годовое количество осадков –  510 мм. Максимальное за год количество осадков выпадает в июле-августе. Зимний сезон относительно сухой. Устойчивый снежный покров образуется в начале ноября. 

## Население
Постоянное население составляло 41 человек в 2002 году (88% русские), 47 в 2010.